# Pholcus gui
Pholcus gui är en spindelart som beskrevs av Zhu och Song 1999. Pholcus gui ingår i släktet Pholcus och familjen dallerspindlar. Inga underarter finns listade i Catalogue of Life.